# دزیره لوتور

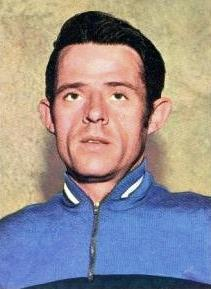
دزیره لوتور - ۱۹۷۱

دزیره لوتور (فرانسوی: Désiré Letort‎; ۲۹ ژانویهٔ ۱۹۴۳ – ۹ سپتامبر ۲۰۱۲) دوچرخه‌سوار اهل فرانسه بود.